# I Made
I Am  è il secondo EP del gruppo musicale sudcoreano (G)I-dle, pubblicato il 26 febbraio 2019. L'album contiene cinque brani tra cui il brano principale, Senorita, composto dal membro Jeon So-yeon e dal produttore Big Sancho.

## Antefatti
Il 10 febbraio 2019, la Cube Entertainment annunciò tramite social network che il gruppo avrebbe pubblicato un secondo EP, I Made al 26 febbraio 2019.
L'11 febbraio pubblicarono il programma di promozione dell'album. Il 13 febbraio, vennero rivelate la tracce dell'EP. L'EP contiene cinque canzoni, trainata dalla traccia principale Senorita. Il membro Minnie partecipò alla composizione per la prima volta.
Il 20 febbraio venne pubblicato snippet audio  e seguito da un video teaser.
L'EP venne poi pubblicato il 26 febbraio attraverso diversi portali musicali in Corea del Sud, mentre l'album fisico venne pubblicato seguente.

## Promozione
In vista del loro ritorno, la loro casa discografica rilasciò una carta fotografica che può essere acquistata solo su 20Space.
Le (G)I-dle tennero una live show al Samsung Card Hall di Blue Square ad Hannam-dong a Seul prima dell'uscita dell'EP il 26 febbraio, dove eseguirono Senorita insieme a Blow Your Mind. Lo stesso giorno, trasmessero una diretta su Naver V Live per celebrare il loro ritorno con i fan.
Il gruppo iniziò a promuovere Senorita il 27 febbraio al programma musicale sudcoreano Show Champion.

## Video musicale
Prima dell'ultimo episodio di To Neverland, le (G)I-dle pubblicarono un video musicale autodiretto per la canzone composta da Minnie Blow Your Mind il 19 febbraio. Il video musicale venne pubblicato dal canale YouTube M2.
Il 26 febbraio venne pubblicata Senorita insieme al suo video musicale. Il video musicale superò i cinque milioni di visualizzazioni entro 21 ore dalla sua uscita.

## Tracce
1. Senorita – 3:17 (testo: Jeon So-yeon – musica: Jeon So-yeon, Big Sancho)
2. What's Your Name – 3:09 (testo: Jeon So-yeon – musica: Jeon So-yeon, Min Lee "collapsedone")
3. Put It Straight (싫다고_말해?) – 3:56 (testo: Jeon So-yeon – musica: Jeon So-yeon)
4. Give Me Your (주세요?) – 3:40 (testo: Jeon So-yeon – musica: Jeon So-yeon)
5. Blow Your Mind – 2:49 (testo: Minnie, FlowBlow, Jeon So-yeon – musica: Minnie, FlowBlow)

## Formazione
- Jeon So-yeon – rap
- Cho Mi-yeon – voce
- Minnie – voce
- Seo Soo-jin – voce, rap
- Song Yuqi – voce
- Yeh Shuhua – voce

## Classifiche
| Classifica (2019) | Posizione massima |
| ----------------- | ----------------- |
| Corea del Sud     | 2                 |